# Vietri sul Mare
Vietri sul Mare – miejscowość i gmina we Włoszech, w regionie Kampania, w prowincji Salerno.
Według danych na rok 2004 gminę zamieszkiwało 8537 osób, 1067,1 os./km².